# Élections fédérales canadiennes de 1926
L'élection fédérale canadienne de 1926 se déroule le 14 septembre 1926 dans le but d'élire les députés de la seizième législature à la Chambre des communes du Canada. L'élection est déclenchée à la suite d'un événement appelé « Affaire King-Byng ». Lors de l'élection de 1925, le Parti libéral du premier ministre William Lyon Mackenzie King remporte un moins grand nombre de sièges aux communes que le Parti conservateur d'Arthur Meighen. Toutefois, Mackenzie King est déterminé à s'accrocher au pouvoir et continue à gouverner avec l'appui du Parti progressiste. Combinés, les caucus libéral et progressiste donnent à Mackenzie King une majorité à la Chambre des communes.

## Contexte
La coalition s'écroule toutefois à la suite d'un scandale, et Mackenzie King demande au gouverneur général, le baron Byng de Vimy, de dissoudre la législature. Byng refuse, citant le plus grand nombre de sièges remportés par les conservateurs lors de l'élection précédente comme raison, et demande à Meighen de former un gouvernement.
Le gouvernement de Meighen et rapidement défait sur un vote de confiance, et Byng accepte de dissoudre la législature et déclencher une nouvelle élection. Mackenzie King fait campagne contre Byng dans l'élection plutôt que contre Meighen et réussit à remporter le plus grand nombre de sièges aux communes, malgré une part plus petite des suffrages que les tories. Les libéraux ne présentent pas des candidats dans toutes les circonscriptions en vertu d'un pacte informel avec les progressistes et libéral-progressistes. Ainsi, au Manitoba, le parti de Meighen récolte près de 40 % des suffrages, soit le double de tout autre parti, sans remporter un seul siège. Il réussit à gouverner avec l'appui de députés libéral-progressistes. Byng retourne en Grande-Bretagne à la fin de l'année et est promu au rang de vicomte.

## Résultats

### Pays
|                                                                                 |                           |                          |                |        |        |         |           |         |         |
| Parti                                                                           | Parti                     | Chef                     | # de candidats | Sièges | Sièges | Sièges  | Voix      | Voix    | Voix    |
| Parti                                                                           | Parti                     | Chef                     | # de candidats | 1925   | Élus   | % Diff. | #         | %       | % Diff. |
|                                                                                 | Libéral                   | Mackenzie King           | 202            | 100    | 116    | +16,0 % | 1 393 653 | 42,80 % | +3,06 % |
|                                                                                 | Conservateur              | Arthur Meighen           | 232            | 114    | 91     | -20,2 % | 1 476 834 | 45,35 % | -0,78 % |
|                                                                                 | Progressiste              | Robert Forke             | 28             | 22     | 11     | -50,0 % | 128 060   | 3,93 %  | -4,52 % |
|                                                                                 | United Farmers of Alberta |                          | 12             | 2      | 11     | +450 %  | 60,740    | 2,01 %  | +1,61 % |
|                                                                                 | Libéral-progressiste      |                          | 12             | -      | 8      |         | 63 144    | 1,94 %  | +1,83 % |
|                                                                                 | Travailliste              |                          | 18             | 2      | 4      | +100 %  | 55 661    | 1,71 %  | -0,10 % |
|                                                                                 | Indépendant               | Indépendant              | 10             | 2      | 2      | -       | 25 821    | 0,79 %  | +0,28 % |
|                                                                                 | Libéral indépendant       | Libéral indépendant      | 5              | 1      | 1      | -       | 18 627    | 0,57 %  | -0,42 % |
|                                                                                 | United Farmers of Ontario |                          | 1              | *      | 1      | *       | 6 909     | 0,21 %  | *       |
|                                                                                 | Conservateur indépendant  | Conservateur indépendant | 3              | 1      | -      | -100 %  | 10,164    | 0,31 %  | -0,23 % |
|                                                                                 | Progressiste-conservateur |                          | 2              | -      | -      | -       | 7 088     | 0,22 %  | +0,18 % |
|                                                                                 | Libéral-travailliste      |                          | 1              | *      | -      | *       | 4 187     | 0,13 %  | *       |
|                                                                                 | Inconnu                   | 1                        | -              | -      | -      | 3 378   | 0,10 %    | -0,55 % |         |
|                                                                                 | Travailliste-Farmer       |                          | 1              | -      | -      | -       | 1,441     | 0,04 %  | -0,11 % |
|                                                                                 | Socialiste                |                          | 1              | -      | -      | -       | 672       | 0,02 %  | -0,04 % |
|                                                                                 | Protectionniste           |                          | 1              | *      | -      | *       | 129       | x       | *       |
| Total                                                                           | Total                     | Total                    | 530            | 244    | 245    | +0,4 %  | 3 256 508 | 100 %   |         |
| Sources : http://www.elections.ca — Historique des circonscriptions depuis 1867 |                           |                          |                |        |        |         |           |         |         |

Notes :
* Parti non reconnu lors de l'élection précédente
x - moins de 0,005 % des voix

### Par province
Les résultats dans la province du Manitoba sont cités par les partisans de réforme électorale comme une raison d'abolir le mode de scrutin uninominal majoritaire à un tour. Avec 40 % des suffrages, les conservateurs ne remportent aucun siège dans la province. L'explication de ce résultat étrange réside dans le fait que seulement trois circonscriptions sont des courses à trois — Springfield, St. Boniface et Winnipeg-Nord — ainsi qu'une élection sans opposition, dans Provencher. Les 13 autres circonscriptions sont des courses à deux entre les conservateurs d'un côté et les libéraux, les progressistes, les libéral-progressistes ou les travaillistes de l'autre. Ainsi, la raison principale pour la disproportion est que les partis autres que les conservateurs ont simplement choisi de ne pas présenter de candidats dans les circonscriptions où il y avait déjà un candidat non-conservateur — unissant ainsi le vote contre les conservateurs dans ces 13 circonscriptions manitobaines.
| Parti                                 | Parti                     | Parti        | C-B  | AB   | SK   | MB   | ON   | QC   | N-B  | N-É  | ÎPE  | YK   | Total |
| ------------------------------------- | ------------------------- | ------------ | ---- | ---- | ---- | ---- | ---- | ---- | ---- | ---- | ---- | ---- | ----- |
|                                       | Libéral                   | Sièges :     | 1    | 3    | 16   | 4    | 24   | 59   | 4    | 2    | 3    |      | 116   |
|                                       | Libéral                   | Voix (%) :   | 37,0 | 22,3 | 51,3 | 18,4 | 35,3 | 61,3 | 46,1 | 43,5 | 52,7 | 44,1 | 42,8  |
|                                       | Conservateur              | Sièges :     | 12   | 1    | -    | -    | 53   | 4    | 7    | 12   | 1    | 1    | 91    |
|                                       | Conservateur              | Voix :       | 54,2 | 31,5 | 27,5 | 39,7 | 54,9 | 34,0 | 53,9 | 53,7 | 47,3 | 55,9 | 45,4  |
|                                       | Progressiste              | Sièges :     |      |      | 4    | 4    | 3    |      |      |      |      |      | 11    |
|                                       | Progressiste              | Voix :       |      |      | 17,9 | 11,2 | 5,1  |      |      |      |      |      | 3,9   |
|                                       | United Farmers of Alberta | Sièges :     |      | 11   |      |      |      |      |      |      |      |      | 11    |
|                                       | United Farmers of Alberta | Voix :       |      | 38,7 |      |      |      |      |      |      |      |      | 1,9   |
|                                       | Libéral-progressiste      | Sièges :     |      |      | 1    | 7    | -    |      |      |      |      |      | 8     |
|                                       | Libéral-progressiste      | Voix :       |      |      | 3,2  | 19,5 | 1,4  |      |      |      |      |      | 1,9   |
|                                       | Travailliste              | Sièges :     | -    | 1    |      | 2    | 1    |      |      | -    |      |      | 4     |
|                                       | Travailliste              | Voix :       | 6,4  | 4,3  |      | 8,7  | 1,1  |      |      | 2,8  |      |      | 1,7   |
|                                       | Indépendant               | Sièges :     | 1    | -    |      |      | -    | 1    |      |      |      |      | 2     |
|                                       | Indépendant               | Voix :       | 2,3  | 0,1  |      |      | 0,5  | 1,9  |      |      |      |      | 0,8   |
|                                       | Libéral indépendant       | Sièges :     |      |      |      |      |      | 1    |      |      |      |      | 1     |
|                                       | Libéral indépendant       | Voix :       |      |      |      |      |      | 2,3  |      |      |      |      | 0,6   |
|                                       | United Farmers of Ontario | Sièges :     |      |      |      |      | 1    |      |      |      |      |      | 1     |
|                                       | United Farmers of Ontario | Voix :       |      |      |      |      | 0,6  |      |      |      |      |      | 0,2   |
| Total sièges                          | Total sièges              | Total sièges | 14   | 16   | 21   | 17   | 82   | 65   | 11   | 14   | 4    | 1    | 245   |
| Partis n'ayant remporté aucun siège : |                           |              |      |      |      |      |      |      |      |      |      |      |       |
|                                       | Conservateur indépendant  | Voix :       |      |      |      |      | 0,8  | 0,1  |      |      |      |      | 0,3   |
|                                       | Progressiste-conservateur | Voix :       |      |      |      | 2,5  |      | 0,3  |      |      |      |      | 0,2   |
|                                       | Libéral-travailliste      | Voix :       |      |      |      |      | 0,3  |      |      |      |      |      | 0,1   |
|                                       | Inconnu                   | Voix :       |      | 2,2  |      |      |      |      |      |      |      |      | 0,1   |
|                                       | Travailliste-Farmer       | Voix :       |      | 0,9  |      |      |      |      |      |      |      |      | xx    |
|                                       | Socialiste                | Voix :       |      |      |      |      |      | 0,1  |      |      |      |      | xx    |
|                                       | Protectionniste           | Voix :       |      |      |      |      |      | xx   |      |      |      |      | xx    |

xx - moins de 0,05 % des voix